# M-95 Degman
M-95 Degman – chorwacki prototypowy czołg podstawowy rozwijany przez firmę Đuro Đaković specijalna vozila d.d ze Slavonskiego Brodu w Chorwacji, będący rozwinięciem czołgu M-84.
Głównym ulepszeniem w stosunku do czołgu M-84 jest pancerz reaktywny na wieży, przodzie i bokach. W opcjonalnym wyposażeniu oferowane są kamery termowizyjne oraz silnik o mocy 1200 KM (890 kW) dzięki któremu stosunek mocy do masy wynosi 27 KM/t. W czołgu oprócz tego są jeszcze nieznaczne zmiany w systemie kierowania ogniem, komunikacji, gąsienicach.
M-95 nie wszedł jeszcze do seryjnej produkcji, jednak dwa prototypy zostały zamówione przez chorwacki rząd, modele M-95 oraz próbny M-84D (na eksport). Đuro Đaković zamierza produkować wersję eksportową M-84D (dla Kuwejtu i innych potencjalnych nabywców). Właściwie jest to M-84A4 ze znaczącymi ulepszeniami. Armia Kuwejtu jest zainteresowana modernizacją 149 M-84 do standardu M-84D jak i kupnem 65 nowych M-84D.